# Clavus herberti
Clavus herberti é uma espécie de gastrópode do gênero Clavus, pertencente a família Drilliidae.